# 2010 في المكسيك
فيما يلي قوائم الأحداث التي وقعت خلال عام 2010 في المكسيك.

## أحداث
- 1 أكتوبر – تفشي الكوليرا في هايتي 2010

## أفلام
من الأفلام التي صدرت هذه السنة في المكسيك:
- 1 يناير – بيوتيفول من إخراج أليخاندرو غونزاليز إيناريتو.

## برامج ومسلسلات وأنمي
- انتصار الحب

## وفيات

### يونيو
- 19 يونيو – كارلوس مونسيفايس (مواليد 1938)

### أكتوبر
- 21 أكتوبر – أنطونيو الآتوري (مواليد 1922)
- 22 أكتوبر – علي تشوماثيرو (مواليد 1918)